# Pixeljunk Monsters
Pixeljunk Monster är ett TV-spel till Playstation 3. Det släpptes till Playstation Store i januari 2008. Stöd för trophies och tillägg har också släppts till spelet. En version med namnet PixelJunk Monsters Deluxe har lanserats till PSP. Skillnaderna är att denna version innehåller ett flerspelarläge över internet och en extra ö med fler banor..

## Torn och Monster
I spelet så finns det flera olika torn. Man börjar alltid en bana med de tre standardtornen; Pilbåge, Kanon och Anti-air. I Encore-banorna så har man också Frost-tornet i början. Sedan kan man köpa nya torn med juveler som man samlar på sig. Monsterna kommer i vågor. Det är 10 eller 20 vågor av monster inom en bana. De olika monsterna heter: Pine, Sycamore, Spider, Bat, Giant och Bee. Det finns också tre olika sorters bossar.

## Pixeljunk Monsters Encore
Pixeljunk Monsters Encore är ett tillägg till originalspelet och innehåller 15 nya banor. Det släpptes 15 maj 2008 i Europa.